# Liste der Baudenkmäler in Estenfeld
Auf dieser Seite sind die Baudenkmäler in der unterfränkischen Gemeinde Estenfeld zusammengestellt. Diese Tabelle ist eine Teilliste der Liste der Baudenkmäler in Bayern. Grundlage ist die Bayerische Denkmalliste, die auf Basis des Bayerischen Denkmalschutzgesetzes vom 1. Oktober 1973 erstmals erstellt wurde und seither durch das Bayerische Landesamt für Denkmalpflege geführt wird. Die folgenden Angaben ersetzen nicht die rechtsverbindliche Auskunft der Denkmalschutzbehörde.

## Baudenkmäler nach Gemeindeteilen

### Estenfeld
| Lage                                                                    | Objekt                                     | Beschreibung | Akten-Nr.              | Bild |
| ----------------------------------------------------------------------- | ------------------------------------------ | --- | ---------------------- | --- |
| Brühl, östlich des Ortes (Standort)                                     | Bildstock                                  | Sandstein, Säule und Aufsatz mit Kreuzigung und Rundbogengiebel, bezeichnet 1590 (Nachbildung)                                                                                                | D-6-79-130-38 Wikidata | BW |
| Nähe Elsweg (Standort)                                                  | Bildstock                                  | Sandstein, Pfeiler und Aufsatz mit Kreuzschlepper, Voluten und Rundbogengiebel, 1760, erneuert 1968                                                                                           | D-6-79-130-37 Wikidata | BW |
| Glasergasse 1; auf der Hofmauer (Standort)                              | Pietà                                      | Wohl frühes 19. Jahrhundert | D-6-79-130-53 Wikidata | weitere Bilder |
| Joseph-Knapp-Straße 18 ()                                               | Kreuzschlepper                             | Sandstein, auf gebauchtem Pfeilersockel, bezeichnet „1706“ (Nachbildung) | D-6-79-130-1 Wikidata  | |
| Kirchgasse 1 ()                                                         | Bildstock                                  | Sandstein, Altarsockel, Säule mit Engeln, Aufsatz mit Kreuzigung, Rundbogenabschluss und Kreuz, um 1700                                                                                       | D-6-79-130-2 Wikidata  | weitere Bilder |
| Kirchgasse 2, 4 ()                                                      | Gasthaus zum Hirschen                      | Zweigeschossiger Halbwalmdachbau mit Sandsteingliederung und geohrten Fensterrahmungen, verputzt, um 1800                                                                                     | D-6-79-130-3 Wikidata  | |
| Kirchgasse 2, 4 ()                                                      | Gasthaus zum Hirschen                      | Nebengebäude, Satteldach und Walmdach, gleichzeitig | D-6-79-130-3 Wikidata  | |
| Kirchgasse 6, Reisgrubengasse 1 a ()                                    | Bauernhaus, sogenannte Burg                | ehemaliger Hof der Grumbacher, zweigeschossiger, gestreckter Bau mit hofseits vorkragendem, verputztem Fachwerkobergeschoss und steilem Satteldach, Ende 15. Jahrhundert, äußerlich verändert | D-6-79-130-4 Wikidata  | |
| Kirchgasse 14 ()                                                        | Alte Katholische Pfarrkirche St. Mauritius | Turmunterbau romanisch, Turmaufbau 16. Jahrhundert, mit Streben besetzter, eingezogener Chor, Langhaus mit abgewalmtem Dach und Sakristeianbau 1614–15; mit Ausstattung                       | D-6-79-130-5 Wikidata  | weitere Bilder |
| Kirchgasse 14 ()                                                        | Kirchhofmauer                              | Bezeichnet „1542“ | D-6-79-130-5 Wikidata  | |
| Kirchgasse 17 ()                                                        | Wohnhaus                                   | Zweigeschossiger Walmdachbau mit geohrten Fensterrahmungen, verputzt, 17./18. Jahrhundert | D-6-79-130-6 Wikidata  | |
| Kirchgasse 19 (Standort)                                                | Ehemalige Schlossmühle                     | Zweigeschossiger Massivbau mit Eckquaderung, teilweise profilierten Fensterrahmungen und steilem Satteldach, im Kern 17. Jahrhundert                                                          | D-6-79-130-7 Wikidata  | BW |
| Kirchgasse 19 (Standort)                                                | Torpfeiler                                 | Mitte 18. Jahrhundert (Pfeilerfiguren 2008 ins Rathaus Untere Ritterstraße 6 versetzt) | D-6-79-130-7 Wikidata  | BW |
| Lange Ellern (Standort)                                                 | Bildstockfragment                          | Aufsatz mit Pietà, Sandstein, bezeichnet „1721“ | D-6-79-130-39 Wikidata | BW |
| Mühlgasse 12 ()                                                         | Nische mit Figur Johannes der Täufer       | Sandstein, um 1700 | D-6-79-130-10 Wikidata | |
| Obere Ritterstraße 1 (Standort)                                         | Nische mit Heiligenfigur                   | 18. Jahrhundert | D-6-79-130-11 Wikidata | BW |
| Obere Ritterstraße 39 (Standort)                                        | Heiligenfigur                              | 17. Jahrhundert | D-6-79-130-12 Wikidata | BW |
| Obere Ritterstraße 49 (Standort)                                        | Kreuzigungsgruppe                          | Sandstein, 19. Jahrhundert | D-6-79-130-13 Wikidata | Kreuzigungsgruppe |
| Nähe Ostring (Standort)                                                 | Bildstock                                  | Sandstein, Pfeiler mit Blattwerk, Aufsatz als Dreifaltigkeitsgruppe, bezeichnet „1711“, erneuert 1968                                                                                         | D-6-79-130-36 Wikidata | weitere Bilder |
| Reisfeld (Standort)                                                     | Sogenannter Blitzschlag-Bildstock          | Marienfigur, Sandstein, 1935 von Nikolaus Heilig (Lengfeld); Sockel erneuert | D-6-79-130-57 Wikidata | BW |
| Riemenschneiderstraße ()                                                | Bildstock                                  | Mit St. Mauritius, 1912 | D-6-79-130-15 Wikidata | |
| Robert-Koch-Straße 1 (im Bauhof eingelagert) (Standort)                 | Madonnenfigur                              | 18. Jahrhundert | D-6-79-130-24          | [[Vorlage:Bilderwunsch/code!/C:49.83582,10.00699!/D:Robert-Koch-Straße 1 (im Bauhof eingelagert), Madonnenfigur!/\|BW]]  |
| Robert-Koch-Straße 1 (im Bauhof eingelagert) (Standort)                 | Bildstock                                  | Mit Kreuzigung, 1621 | D-6-79-130-24          | [[Vorlage:Bilderwunsch/code!/C:49.83582,10.00699!/D:Robert-Koch-Straße 1 (im Bauhof eingelagert), Bildstock!/\|BW]]      |
| Robert-Koch-Straße 1 (im Bauhof eingelagert) (Standort)                 | Kreuzschlepper                             | 1706 | D-6-79-130-24          | [[Vorlage:Bilderwunsch/code!/C:49.83582,10.00699!/D:Robert-Koch-Straße 1 (im Bauhof eingelagert), Kreuzschlepper!/\|BW]] |
| Robert-Koch-Straße 1 (im Bauhof eingelagert) (Standort)                 | Bildstock                                  | Mit Kreuzigung, 1626 | D-6-79-130-24          | [[Vorlage:Bilderwunsch/code!/C:49.83582,10.00699!/D:Robert-Koch-Straße 1 (im Bauhof eingelagert), Bildstock!/\|BW]]      |
| Robert-Koch-Straße 1 (im Bauhof eingelagert) (Standort)                 | Pietà                                      | 1707 | D-6-79-130-24          | [[Vorlage:Bilderwunsch/code!/C:49.83582,10.00699!/D:Robert-Koch-Straße 1 (im Bauhof eingelagert), Pietà!/\|BW]]          |
| Robert-Koch-Straße 1 (im Bauhof eingelagert) (Standort)                 | Kreuz                                      | 1728 | D-6-79-130-24          | [[Vorlage:Bilderwunsch/code!/C:49.83582,10.00699!/D:Robert-Koch-Straße 1 (im Bauhof eingelagert), Kreuz!/\|BW]]          |
| Robert-Koch-Straße 1 (im Bauhof eingelagert) (Standort)                 | Bildstock                                  | Mit Kreuzigung und Pietà, 1741 | D-6-79-130-24          | [[Vorlage:Bilderwunsch/code!/C:49.83582,10.00699!/D:Robert-Koch-Straße 1 (im Bauhof eingelagert), Bildstock!/\|BW]]      |
| Robert-Koch-Straße 1 (im Bauhof eingelagert) (Standort)                 | Bildstock                                  | Mit Madonna, 1709 | D-6-79-130-24          | [[Vorlage:Bilderwunsch/code!/C:49.83582,10.00699!/D:Robert-Koch-Straße 1 (im Bauhof eingelagert), Bildstock!/\|BW]]      |
| Robert-Koch-Straße 1 (im Bauhof eingelagert) (Standort)                 | Bildstock                                  | Mit Kreuzigung und Auferstehung, um 1580 | D-6-79-130-24          | [[Vorlage:Bilderwunsch/code!/C:49.83582,10.00699!/D:Robert-Koch-Straße 1 (im Bauhof eingelagert), Bildstock!/\|BW]]      |
| Robert-Koch-Straße 1 (im Bauhof eingelagert) (Standort)                 | Bildstock                                  | | D-6-79-130-24          | [[Vorlage:Bilderwunsch/code!/C:49.83582,10.00699!/D:Robert-Koch-Straße 1 (im Bauhof eingelagert), Bildstock!/\|BW]]      |
| Robert-Koch-Straße 1 (im Bauhof eingelagert) (Standort)                 | Bildstock                                  | Mit Dreifaltigkeit und Pietà, um 1800 | D-6-79-130-24          | [[Vorlage:Bilderwunsch/code!/C:49.83582,10.00699!/D:Robert-Koch-Straße 1 (im Bauhof eingelagert), Bildstock!/\|BW]]      |
| Siedlerstraße (Standort)                                                | Bildstock                                  | Sockel mit Medaillon und Inschrift, Säule mit Volutenkonsole, Aufsatz mit Kreuzigungsgruppe, Sandstein, bezeichnet „1707“ und „1883“                                                          | D-6-79-130-58          | BW |
| Nähe Triebweg ()                                                        | Bildstock                                  | Sandstein, abgefaster Pfeiler und Aufsatz mit Kreuzigung in Nische unter Giebelbedachung, bezeichnet „1590“ (Kopie)                                                                           | D-6-79-130-17 Wikidata | |
| Triebweg; nördlich Lebersberg (Standort)                                | Bildstock                                  | Säule und Aufsatz mit Pietà, Rundbogengiebel und Eisenkreuz, bezeichnet „1707“ | D-6-79-130-35 Wikidata | BW |
| Triebweg 6 ()                                                           | Bildstock                                  | Sandstein, Säule und Aufsatz mit Dreifaltigkeit und Pietà, bekrönendes Steinkreuz, Mitte 18. Jahrhundert                                                                                      | D-6-79-130-16 Wikidata | |
| Untere Ritterstraße 4 (Standort)                                        | Wohnhaus                                   | Zweigeschossiger Halbwalmdachbau mit gefugten Eckpilastern und geohrten Sandsteinrahmungen, barock, 1712                                                                                      | D-6-79-130-18 Wikidata | BW |
| Untere Ritterstraße 4 (Standort)                                        | Wappenrelief                               | Bezeichnet „1712“ | D-6-79-130-18 Wikidata | BW |
| Untere Ritterstraße 4 (Standort)                                        | Stadel                                     | Bruchsteinbau mit Satteldach, gleichzeitig (ursprünglich mit Untere Ritterstraße 8 verbunden)                                                                                                 | D-6-79-130-18 Wikidata | BW |
| Untere Ritterstraße 8 (Standort)                                        | Wohnhaus                                   | Zweigeschossiger Halbwalmdachbau mit gefugten Eckpilastern und geohrten Sandsteinrahmungen, barock, bezeichnet „1712“ (ursprünglich mit Untere Ritterstraße 4 verbunden)                      | D-6-79-130-19 Wikidata | BW |
| Untere Ritterstraße 12 (Standort)                                       | Bildstock                                  | Sandstein, Altarsockel, Pfeiler und Aufsatz mit Kreuzigung, bezeichnet „1706“; zum Teil in die Gebäudefassade eingelassen                                                                     | D-6-79-130-20 Wikidata | BW |
| Untere Ritterstraße 16 (Standort)                                       | Hofeinfahrt                                | Sandstein, zwei gefugte Pfeiler mit Kugelaufsätzen, barock, 18. Jahrhundert | D-6-79-130-21 Wikidata | BW |
| Untere Ritterstraße 16 (Standort)                                       | Madonnenfigur                              | 1750 | D-6-79-130-21 Wikidata | BW |
| Untere Ritterstraße 17 (Standort)                                       | Hofeingang                                 | Sandstein, Fußgängerpforte mit gefelderten Eckpilastern und Rundbogen, bezeichnet „1743“ | D-6-79-130-22 Wikidata | BW |
| Untere Ritterstraße 17; im Giebelfeld des Hauses (Standort)             | Bildnische mit Heiligenfigur               | Sandstein, bezeichnet „1720“ | D-6-79-130-22 Wikidata | BW |
| Untere Ritterstraße 18 (Standort)                                       | Eingangspforte                             | bezeichnet 1743 | D-6-79-130-23 Wikidata | BW |
| Untere Ritterstraße 20 (Standort)                                       | Nische mit Hausfigur                       | Pietà, Sandstein, 18. Jahrhundert | D-6-79-130-25 Wikidata | BW |
| Untere Ritterstraße 22 (Standort)                                       | Madonnenfigur                              | 19. Jahrhundert | D-6-79-130-26          | BW |
| Untere Ritterstraße 31; im Hausgiebel (Standort)                        | Pietà                                      | Sandstein, als Bildstock in Nische, bezeichnet „1698“ | D-6-79-130-28 Wikidata | BW |
| Untere Ritterstraße 36, 38, 40 ()                                       | Kartäuserhof                               | Ehemaliger Hof der Kartause Engelgarten in Würzburg, langgestreckter, zweigeschossiger Walmdachbau mit geohrten Fensterrahmungen, verputzt, 17./18. Jahrhundert                               | D-6-79-130-30 Wikidata | |
| Untere Ritterstraße 36, 38, 40 ()                                       | Kartäuserhof                               | Kellerbau mit Halbwalmdach, Wirtschaftsgebäude | D-6-79-130-30 Wikidata | |
| Untere Ritterstraße 36, 38, 40 ()                                       | Kartäuserhof                               | Scheune mit Mansarddach, 18. Jahrhundert | D-6-79-130-30 Wikidata | |
| Untere Ritterstraße 36, 38, 40 ()                                       | Kartäuserhof                               | Großes Hoftor mit Fußgängerpforte, profilierte Sandsteinrundbögen, barock, um 1700 | D-6-79-130-30 Wikidata | |
| Untere Ritterstraße 36, 38, 40 ()                                       | Kartäuserhof                               | Klostermauern, 17.–19. Jahrhundert | D-6-79-130-30 Wikidata | |
| Wilhelm-Barth-Straße 13 (Standort)                                      | Neue Katholische Pfarrkirche St. Mauritius | Bruchsteinmauerwerk mit Sandsteinquadern, eingezogener Chor mit viergeschossigem Chorseitenturm und Sakristeianbau, umlaufend mit Streben besetzt, neugotisch, 1914–24 mit Ausstattung        | D-6-79-130-32 Wikidata | Neue Katholische Pfarrkirche St. Mauritius                                                                               |
| Wilhelm-Barth-Straße 13 (Standort)                                      | Ölberg                                     | Um 1500 | D-6-79-130-32 Wikidata | BW |
| Wilhelm-Barth-Straße 18 (Standort)                                      | Marienfigur                                | 18. Jahrhundert | D-6-79-130-33 Wikidata | BW |
| Wilhelm-Hoegner-Straße; etwa 400 m nördlich der Weißen Mühle (Standort) | Bildstock                                  | Mit Kreuzigung und Geißelung, um 1700 | D-6-79-130-52 Wikidata | BW |
| Würzburger Straße 1 ()                                                  | Wegkreuz                                   | Sandstein, mit Altarsockel, bezeichnet „1720“ | D-6-79-130-34 Wikidata | |
| Nähe Elsweg ()                                                          | Bildstock                                  | toskanische Säule (erneuert), Reliefaufsatz Muttergottes mit Kind, gerahmt von Voluten, Puttenköpfen und Segmentbogengiebel, Inschriftkartusche, 1. Viertel 18. Jh.                           | D-6-79-130-59          | |
| Nähe Ostring ()                                                         | Bildstock                                  | gesockelte Stele mit Relief Herz Jesu, bez. 1947, von August Hauck | D-6-79-130-60          | |

### Mühlhausen
| Lage                                                                  | Objekt                              | Beschreibung                                                                                          | Akten-Nr.              | Bild           |
| --------------------------------------------------------------------- | ----------------------------------- | --- | ---------------------- | -------------- |
| Hauptstraße 4 (Standort)                                              | Ehemalige Mühle                     | Zweigeschossiger Walmdachbau mit geohrten Fensterrahmungen, Ende 18. Jahrhundert                      | D-6-79-130-40 Wikidata | BW             |
| Hauptstraße 4 (Standort)                                              | Ehemalige Mühle                     | Stadel, massiv, mit Krüppelwalmdach                                                                   | D-6-79-130-40 Wikidata | BW             |
| Hauptstraße 4 (Standort)                                              | Ehemalige Mühle                     | Stadel, Satteldach                                                                                    | D-6-79-130-40 Wikidata | BW             |
| Hauptstraße 4 (Standort)                                              | Ehemalige Mühle                     | Nebengebäude, Fachwerkgiebel, Satteldach                                                              | D-6-79-130-40 Wikidata | BW             |
| Hauptstraße 17 (Standort)                                             | Wohnhaus                            | Halbwalmdachbau mit Fachwerkobergeschoss, verputzt, um 1800                                           | D-6-79-130-41 Wikidata | BW             |
| Hauptstraße; am Ortsausgang vor der Auffahrt zur B 19 (Standort)      | Bildstock                           | Sandstein, Aufsatz mit Relief Herz Mariä, 1949                                                        | D-6-79-130-54 Wikidata | weitere Bilder |
| Nähe Hauptstraße; bei der Brücke (Standort)                           | Feldaltar                           | Sandstein, in Rundbogennische Vierzehn Nothelfer, darüber Dreifaltigkeit und Kreuz, bezeichnet „1849“ | D-6-79-130-47 Wikidata | BW             |
| Grumbacher Weg/Östliche Ringstraße (Standort)                         | Bildstock                           | Sandstein, ionische Säule und Aufsatz mit Abendmahl und Vierzehn Nothelfern, bezeichnet „1754“        | D-6-79-130-48 Wikidata | BW             |
| Hirtentannen; am Waldrand bei Flur „Reiterlein“ (Standort)            | Bildstock                           | Sandstein, zweistufiger Sockel und Platte mit Satteldach und Relief sitzende Madonna, 1952            | D-6-79-130-55 Wikidata | BW             |
| Östliche Ringstraße, im Friedhof (Standort)                           | Friedhofskreuz                      | Sandstein, bezeichnet „1850“                                                                          | D-6-79-130-46 Wikidata | Friedhofskreuz |
| Pleichfelder Feld; Straße nach Kürnach (Standort)                     | Bildstock                           | Sandstein, Säule und Aufsatz mit Kreuzigung und Rundbogengiebel, bezeichnet „1670“                    | D-6-79-130-49 Wikidata | weitere Bilder |
| Rimparer Straße 1; vor dem Wirtschaftsgebäude des Anwesens (Standort) | Bildstock                           | Sandstein, Muschelnische mit Pietà, 18. Jahrhundert                                                   | D-6-79-130-42 Wikidata | weitere Bilder |
| Ringstraße 9 (Standort)                                               | Pumpbrunnen                         | Gusseisen, zweite Hälfte 19. Jahrhundert                                                              | D-6-79-130-43 Wikidata | BW             |
| Ringstraße 10 (Standort)                                              | Hoftor                              | Sandstein, Fußgängerpforte und Pfeiler mit Kugelaufsätzen, bezeichnet „1771“                          | D-6-79-130-44 Wikidata | BW             |
| Ringstraße 12 (Standort)                                              | Katholische Kuratiekirche St. Georg | Saalbau mit eingezogenem Chor und Sakristeianbau, Satteldach mit Dachreiter, 1723                     | D-6-79-130-45 Wikidata | weitere Bilder |
| Ringstraße 12 (Standort)                                              | Ölbergkapelle                       | Um 1700                                                                                               | D-6-79-130-45 Wikidata | weitere Bilder |
| Weiße Marter; Feldweg nahe der BAB 7 (Standort)                       | Wegkreuz                            | Sandstein, bezeichnet „1895“                                                                          | D-6-79-130-50 Wikidata | weitere Bilder |

### Weiße Mühle
| Lage                     | Objekt      | Beschreibung | Akten-Nr.              | Bild           |
| ------------------------ | ----------- | --- | ---------------------- | -------------- |
| Weiße Mühle 1 (Standort) | Weiße Mühle | Zweiteiliger, zweigeschossiger Satteldachbau mit Treppengiebeln und profilierten Fensterrahmungen, Kellereingang bezeichnet „1562“ | D-6-79-130-51 Wikidata | weitere Bilder |
| Weiße Mühle 1 (Standort) | Weiße Mühle | Wirtschaftsgebäude, zweigeschossiger Satteldachbau, um 1800                                                                        | D-6-79-130-51 Wikidata | weitere Bilder |
| Weiße Mühle 1 (Standort) | Weiße Mühle | Scheune mit Halbwalmdach, 18. Jahrhundert                                                                                          | D-6-79-130-51 Wikidata | weitere Bilder |

## Ehemalige Baudenkmäler
In diesem Abschnitt sind Objekte aufgeführt, die früher einmal in der Denkmalliste eingetragen waren, jetzt aber nicht mehr. Objekte, die in anderem Zusammenhang – also z. B. als Teil eines Baudenkmals – weiter eingetragen sind, sollen hier nicht aufgeführt werden. Aktennummern in diesem Abschnitt sind ehemalige, jetzt nicht mehr gültige Aktennummern.

| Lage                             | Objekt              | Beschreibung | Akten-Nr.             | Bild |
| -------------------------------- | ------------------- | --- | --------------------- | ---- |
| Estenfeld Mühlgasse 3 (Standort) | Ehemalige Dorfmühle | Zweigeschossiger Traufseitbau mit Sandsteingliederung und Volutengiebeln, Fenster mit profilierten Gewänden, um 1600 | D-6-79-130-8 Wikidata | BW   |

## Abgegangene Baudenkmäler
In diesem Abschnitt sind Objekte aufgeführt, die früher einmal in der Denkmalliste eingetragen waren, jetzt aber nicht mehr existieren, z. B. weil sie abgebrochen wurden. Aktennummern in diesem Abschnitt sind ehemalige, jetzt nicht mehr gültige Aktennummern.

| Lage                                        | Objekt                        | Beschreibung       | Akten-Nr.              | Bild |
| ------------------------------------------- | ----------------------------- | ------------------ | ---------------------- | ---- |
| Estenfeld Mühlgasse 8 (Standort)            | Relief der Vierzehn Nothelfer | um 1730            | D-6-79-130-9 Wikidata  | BW   |
| Estenfeld Reisgrubengasse 10 ()             | Madonnenfigur                 | 18. Jahrhundert    | D-6-79-130-14          |      |
| Estenfeld Untere Ritterstraße 23 (Standort) | Barocke Einfahrtspfeiler      | 18. Jahrhundert    | D-6-79-130-27 Wikidata | BW   |
| Estenfeld Untere Ritterstraße 37 (Standort) | Wappenschild                  | 1712               | D-6-79-130-29 Wikidata | BW   |
| Estenfeld Untere Straße 13 (Standort)       | Nepomuk-Figur                 | Sandstein, um 1780 | D-6-79-130-31 Wikidata | BW   |